# Холи Хънтър
Холи Хънтър е американска актриса и продуцент, носителка на академична награда „Оскар“ за „най-добра актриса“ („Пианото“, 1993) и номинирана още 3 пъти за награда „Оскар“.

## Избрана филмография
| година | филм                                             | оригинално заглавие                | роля                 | режисьор        |
| ------ | ------------------------------------------------ | ---------------------------------- | -------------------- | --------------- |
| 1987   | Новинарски блок                                  | Broadcast News                     | Джейн Крейг          | Джеймс Брукс    |
| 1987   | Да отгледаш Аризона                              | Raising Arizona                    |                      |                 |
| 1989   | Винаги                                           | Always                             | Доринда Дарстън      | Стивън Спилбърг |
| 1993   | Пианото                                          | The Piano                          | Ада Макграт          | Джейн Кемпиън   |
| 1993   | Фирмата                                          | The Firm                           |                      |                 |
| 2000   | О, братко, къде си?                              | O Brother, Where Art Thou?         | Пени Уорви-Макгил    | Джоел Коен      |
| 2003   | Тринайсет                                        | Thirteen                           | Мелани (Мел) Фриланд | Катрин Хардуик  |
| 2004   | Феноменалните                                    | The Incredibles                    | (глас)               | Брад Бърд       |
| 2004   | Черното тефтерче                                 | Little Black Book                  | Барб                 | Ник Хюрън       |
| 2005   | Бяла пустош                                      | The Big White                      | Маргарет Барнел      | Марк Милод      |
| 2016   | Батман срещу Супермен: Зората на справедливостта | Batman v Superman: Dawn of Justice | Сенатор Джун Финч    | Зак Снайдър     |
| 2018   | Феноменалните 2                                  | The Big White                      | (глас)               | Брад Бърд       |